# Finał Grand Prix w łyżwiarstwie figurowym 2023/2024
Finał Grand Prix w łyżwiarstwie figurowym 2023/2024 – siódme, a zarazem ostatnie w kolejności zawody łyżwiarstwa figurowego z cyklu Grand Prix 2023/2024. Zawody odbywały się równolegle z Finałem Junior Grand Prix w łyżwiarstwie figurowym 2023/2024, czyli siódmymi zawodami podsumowującymi cykl Junior Grand Prix 2023/2024. Zawody zaplanowano od 7 do 10 grudnia 2023 roku w hali Capital Indoor Stadium w Pekinie.
W kategorii seniorów zwycięzcami zostali Amerykanin Ilia Malinin wśród solistów i Japonka Kaori Sakamoto wśród solistek. W konkurencji par sportowych triumfowali reprezentanci Niemiec Minerva Fabienne Hase i Nikita Wołodin, zaś w parach tanecznych Amerykanie Madison Chock i Evan Bates. Dla wszystkich łyżwiarz był to pierwszy złoty medal finału Grand Prix.
W kategorii juniorów, w konkurencji solistów i solistek zwyciężyli Japończycy, Rio Nakata oraz Mao Shimada. W parach sportowych złoty medal zdobyli reprezentanci Gruzji Anastasija Mietiołkina i Łuka Bieruława, zaś w konkurencji par tanecznych reprezentanci Stanów Zjednoczonych Leah Neset i Artiom Markiełow.

## Wyniki

### Kategoria seniorów

#### Soliści (S)
| Poz. | Zawodnik         | Nota łączna | SP | SP     | FS | FS     |
| ---- | ---------------- | ----------- | -- | ------ | -- | ------ |
| 1    | Ilia Malinin     | 314,66      | 1  | 106,90 | 1  | 207,76 |
| 2    | Shōma Uno        | 297,34      | 2  | 106,02 | 2  | 191,32 |
| 3    | Yuma Kagiyama    | 288,65      | 3  | 103,72 | 4  | 184,93 |
| 4    | Adam Siao Him Fa | 278,28      | 6  | 88,36  | 3  | 189,92 |
| 5    | Kao Miura        | 261,53      | 4  | 94,86  | 5  | 166,67 |
| 6    | Kévin Aymoz      | 219,91      | 5  | 93,20  | 6  | 126,71 |

#### Solistki (S)
| Poz. | Zawodniczka     | Nota łączna | SP | SP    | FS | FS     |
| ---- | --------------- | ----------- | -- | ----- | -- | ------ |
| 1    | Kaori Sakamoto  | 225,70      | 1  | 77,35 | 1  | 148,35 |
| 2    | Loena Hendrickx | 203,36      | 2  | 73,25 | 4  | 130,11 |
| 3    | Hana Yoshida    | 203,16      | 4  | 60,65 | 2  | 142,51 |
| 4    | Nina Pinzarrone | 194,91      | 3  | 66,72 | 5  | 128,19 |
| 5    | Isabeau Levito  | 191,86      | 6  | 56,53 | 3  | 135,33 |
| 6    | Rion Sumiyoshi  | 180,39      | 5  | 58,63 | 6  | 121,76 |

#### Pary sportowe (S)
| Poz. | Zawodnicy                                | Nota łączna | SP | SP    | FS | FS     |
| ---- | ---------------------------------------- | ----------- | -- | ----- | -- | ------ |
| 1    | Minerva Fabienne Hase / Nikita Wołodin   | 206,43      | 1  | 72,56 | 2  | 133,87 |
| 2    | Sara Conti / Niccolò Macii               | 205,88      | 3  | 70,30 | 1  | 135,58 |
| 3    | Deanna Stellato-Dudek / Maxime Deschamps | 204,30      | 2  | 71,22 | 3  | 133,08 |
| 4    | Marija Pawłowa / Aleksiej Swiatczenko    | 192,02      | 4  | 65,51 | 5  | 126,51 |
| 5    | Rebecca Ghilardi / Filippo Ambrosini     | 188,85      | 5  | 61,91 | 4  | 126,94 |
| 6    | Lia Pereira / Trennt Michaud             | 185,16      | 6  | 61,78 | 6  | 123,38 |

#### Pary taneczne (S)
| Poz. | Zawodnicy                                    | Nota łączna | RD | RD    | FD | FD     |
| ---- | -------------------------------------------- | ----------- | -- | ----- | -- | ------ |
| 1    | Madison Chock / Evan Bates                   | 221,61      | 1  | 89,15 | 1  | 132,46 |
| 2    | Charlène Guignard / Marco Fabbri             | 215,51      | 2  | 85,82 | 2  | 129,69 |
| 3    | Piper Gilles / Paul Poirier                  | 213,58      | 3  | 85,17 | 3  | 128,41 |
| 4    | Lilah Fear / Lewis Gibson                    | 202,27      | 4  | 76,24 | 4  | 126,03 |
| 5    | Laurence Fournier Beaudry / Nikolaj Sørensen | 195,57      | 5  | 74,82 | 5  | 120,75 |
| 6    | Marjorie Lajoie / Zachary Lagha              | 193,63      | 6  | 74,74 | 6  | 118,89 |

### Kategoria juniorów

#### Soliści (J)
| Poz. | Zawodnik        | Nota łączna | SP | SP    | FS | FS     |
| ---- | --------------- | ----------- | -- | ----- | -- | ------ |
| 1    | Rio Nakata      | 227,77      | 4  | 67,71 | 1  | 160,06 |
| 2    | Kim Hyun-gyeom  | 223,61      | 1  | 77,01 | 2  | 146,60 |
| 3    | Adam Hagara     | 213,26      | 3  | 71,43 | 3  | 141,83 |
| 4    | Lim Ju-heon     | 209,99      | 2  | 73,72 | 4  | 136,27 |
| 5    | François Pitot  | 197,31      | 6  | 64,87 | 5  | 132,44 |
| 6    | Daniel Martynov | 183,47      | 5  | 66,23 | 6  | 117,24 |

#### Solistki (J)
| Poz. | Zawodniczka  | Nota łączna | SP | SP    | FS | FS     |
| ---- | ------------ | ----------- | -- | ----- | -- | ------ |
| 1    | Mao Shimada  | 206.33      | 2  | 68,27 | 1  | 138,06 |
| 2    | Shin Ji-a    | 200,75      | 1  | 69,08 | 2  | 131,67 |
| 3    | Rena Uezono  | 196,46      | 3  | 67,87 | 3  | 128,59 |
| 4    | Kim Yu-seong | 190,48      | 5  | 62,71 | 4  | 127,77 |
| 5    | Ami Nakai    | 187,04      | 4  | 65,04 | 5  | 122,00 |
| 6    | Kwon Min-sol | 183,06      | 6  | 62,12 | 6  | 120,94 |

#### Pary sportowe (J)
| Poz. | Zawodnicy                                      | Nota łączna | SP | SP    | FS | FS     |
| ---- | ---------------------------------------------- | ----------- | -- | ----- | -- | ------ |
| 1    | Anastasija Mietiołkina / Łuka Bieruława        | 202,11      | 1  | 70,48 | 1  | 131,63 |
| 2    | Ava Kemp / Yohnatan Elizarov                   | 168,83      | 2  | 57,91 | 2  | 110,92 |
| 3    | Jazmine Desrochers / Kieran Thrasher           | 156,33      | 4  | 54,91 | 3  | 101,42 |
| 4    | Martina Ariano Kent / Charly Laliberté-Laurent | 150,70      | 3  | 55,97 | 4  | 94,73  |
| 5    | Olivia Flores / Luke Wang                      | 145,39      | 5  | 54,37 | 6  | 91,02  |
| 6    | Wioletta Sierowa / Iwan Chobta                 | 140,17      | 6  | 47,52 | 5  | 92,65  |

#### Pary taneczne (J)
| Poz. | Zawodnicy                             | Nota łączna | RD | RD    | FD | FD     |
| ---- | ------------------------------------- | ----------- | -- | ----- | -- | ------ |
| 1    | Leah Neset / Artiom Markiełow         | 177,09      | 1  | 72,48 | 1  | 104,61 |
| 2    | Elizabeth Tkachenko / Alexei Kiliakov | 168,78      | 2  | 68,14 | 2  | 100,64 |
| 3    | Darya Grimm / Michail Savitskiy       | 159,41      | 3  | 66,49 | 3  | 92,92  |
| 4    | Célina Fradji / Jean-Hans Fourneaux   | 153,42      | 4  | 61,60 | 4  | 91,82  |
| 5    | Marija Pińczuk / Mykyta Pogoriełow    | 147,23      | 5  | 60,20 | 6  | 87,03  |
| 6    | Yahli Pedersen / Jeffrey Chen         | 144,57      | 6  | 54,30 | 5  | 90,27  |